# With (альбом)
With — восьмой японский студийный альбом (пятнадцатый в целом) южнокорейского поп-дуэта Tohoshinki, выпущенный Avex Trax 17 декабря 2014 года.

## Общая информация
Запись была выпущена в четырёх физических версиях — Версия A, включающая CD+DVD с музыкальными видео и живыми выступлениями; Версия B, включающая CD+DVD с закадровыми съемками; Версия C — только CD с двумя бонус треками и Версия D — издание с ограниченным тиражом для членов фан-клуба с дополнительным CD-extra.
Запись CD-Extra и запись для альбома начались примерно летом 2013. With описывается, как альбом, состоящий из ностальгических танцевальных поп-песен, на которые оказывают влияния диско и джаз, в сопровождении барабанного боя. Его лирический содержание исследует общую концепцию любви и дружбы.
With имел коммерческий успех, заняв первое место на Billboard Japan Top Albums Chart и Oricon Albums Chart, продав 233 000 копий в первую неделю выпуска. При этом Tohoshinki стал первыми зарубежными исполнителями в Японии, которые заняли вершину Oricon Albums Chart четыре раза подряд. Tohoshinki являются также первыми зарубежными исполнителями в Японии, выпустившими четыре последовательных альбома с продажей 200 000 и более копий за неделю. С выходом With Tohoshinki стали третьим международным музыкальным коллективом, после Simon and Garfunkel и Бон Джови, которые выпустили пять альбомов номер один в Японии. К концу года With заработал платиновый сертификат Recording Industry Association of Japan (RIAJ) за продажу более чем 250 000 копий.
У альбома есть два коммерчески успешных одиночных сингла — «Sweat/Answer» и «Time Works Wonders» — которые оба заняли второе место на Oricon Singles Chart и добились Золотых сертификатов Recording Industry Association of Japan (RIAJ). В поддержку альбома Tohoshinki проведут их второй общенациональный five-Dome tour With: Live Tour 2015 с февраля до марта 2015.

## Производство и композиции
With состоит главным образом из танцевальных поп-песен и баллад. В интервью для журнала B-Pass Tohoshinki описали With как устойчивый и долговечный альбом, с песнями, которые могут пройти через время, не становясь устаревшими. В отличие от влияния электропопа, который слышится в их некоторых последних записях, танцевальные поп-песни, записанные в With, вобрали в себя больше ретро звучания от диско, джаза, и соула. Непринужденное чувство, возникающее от альбома, делает With существенным музыкальным отклонением от более ранних работ Tohoshinki, которые были описаны как «интенсивная и агрессивная танцевальная музыка». Название альбома представляет пожелание Tohoshinki остаться вместе и стать ещё ближе с их фанатами.
Открывающий альбом трек «Refuse to Lose» представляет Tohoshinki, как «королей» поп с агрессивным сообщением самоутверждения. Это — среднетемповая поп-песня с пением, мелодичным рэпом и пульсирующей аранжировкой медных духовых инструментов. Во втором треке Spinning", одной из предрелизных одиночных песен альбома, продолжаются начатые в «Refuse to Lose» звуки медных духовых инструментов, это быстрая танцевальная поп-песня, на стиль которой оказали влияние диско и соул. Ритмичные звуки ударных и труб периодично повторяются в течение трека, напоминая предыдущий сингл Tohoshinki «Something», номер с джазовыми интонациями в стиле большого джаз-оркестра. Точно так же четвёртый трек альбома «Surisuri (Spellbound)», японская версия корейского сингла Tohoshinki «Spellbound», и двенадцатая дорожка " Sweat /Answer ", первый сингл вне With — это также быстротемповые номера в стиле джаз и поп.
Пятый трек «Time Works Wonders», второй и заключительный сингл от With и бонус трек "Christmas is Love "- это зрелые современные душевные баллады. Шестой трек « Dirt» является ритмичной акустической поп-песней с броским ритмом, и десятая дорожка «Answer» является среднетемповой электро-поп песней. Легкие диско-поп песни «I Just Can’t Quit Myself» и «Special One» имеют юмористическую лирику, в то время как у поп-баллад « Believe in U» и "Baby, Don’t Cry " воодушевляющие стихи. Пред-релизный сингл "Chandelier « и последний трек альбома „ With Love“ являются балладами с меланхоличными, но трогательными посланиями в медленном темпе.

## Синглы
Дебют сингла „Sweat“ состоялся на первом шоу Tree: Live Tour 2014 в апреле 2014. Сингл был выпущен как второй вместе с „Answer“ 11 июня. Он занял второе место в Oricon Singles Chart, было продано более чем 140 000 копий. Второй сингл альбома, душевная баллада „Time Works Wonders“ был анонсирован в августе и выпущен 5 ноября. Сингл занял второе место в Oricon Singles Chart и было продано 107 000 копий в первую неделю. Поставив более чем 100 000 копий розничным магазинам, оба сингла были сертифицированы RIAJ как золотые.

## Выпуск и продвижение
30 августа 2014 Tohoshinki объявили на музыкальном фестивале Avex А-nation, что они проведут свой второй гастрольный тур Five Dome в начале 2015, повышая предположение, что дуэт выпустит новый студийный альбом в следующие несколько месяцев. With был официально объявлен 23 октября через официальный сайт Tohoshinki, официальная дата выпуска альбома 17 декабря 2014 г. 4 ноября Avex объявил названия двух поп-балладных треков альбома „Believe in U“ и „Chandelier. Об обоих объявили, что они будут использоваться в качестве конечных песен для двух различных японских программ.
Трек-лист и четыре официальных обложки для With были представлены 17 ноября на официальном сайте Tohoshinki. На обложке Версии A, включающей CD+DVD с музыкальными видео и живыми выступлениями, представлены Tohoshinki, позирующие с двумя чучелами волков в заброшенном доме, заросшем растениями. На обложке версии B, включающей CD+DVD с закадровыми съемками, дуэт, одетый в шикарные зеленые костюмы, изображен на неоновом фоне, окруженный шарами дискотеки. На обложке версии C, включающей CD с двумя бонус треками, изображен дуэт, сидящий на скамье. У Версии D, издания с ограниченным тиражом, только для зарегистрированных членов японского фан-клуба Tohoshinki Bigeast, простая обложка с изображением Tohoshinki, одетых в шерстяные свитеры, с Юнхо, поднявшим правую руку вверх и Чанмином, скрестившим руки. Первые выпуски издания с ограниченным тиражом также шли с коллекционной фото картой.
Клип для Chandelier“ был выпущен на потоковый видео сайт Yahoo! Японии, GyaO! 20 ноября, и занимал первое место в течение трех дней. 25 ноября Avex открыл специальный веб-сайт альбома, где были показаны сорокасекундные отрывки всех четырнадцати треков записи. 28 ноября был выпущен предварительный просмотр клипа для Spinning». Альбом широко продвигался в торговом центре DiverCity Tokyo Plaza в Odaiba. Чтобы ознаменовать запуск With, дуэт сотрудничал с круизным кораблем Hotaluna для эксклюзивного Tohoshinki-тематического круиза. У круиза было эксклюзивное однодневное прохождение вокруг Токийского залива 16 декабря.

## Коммерческий успех
По статистическим данным, собранным Японским Oricon , With возглавили ежедневный Oricon Albums Chart в первый день выпуска, продав 162 790 копий. With оставался наверху ежедневного Oricon Albums Chart в течение следующих шести дней, и в конечном счете было продано 233 000 копий в первую неделю, заняв верхнюю позицию на Billboard Japan Top Albums Chart и еженедельного Oricon Albums. With является четвёртым подряд студийным альбомом дуэта и пятым абсолютным рекордом с продажей более чем 200 000 копий в первую неделю выпуска, побив их собственный рекорд продаж. With был также четвёртым подряд альбомом дуэта, который занял первое место на Oricon, сделав Tohoshinki первыми зарубежными музыкальными исполнителями в Японии, занимавшими вершину еженедельного Oricon Albums Chart четыре раза подряд.